# Málom

Málom Pécs térképén

Málom Pécs egyik legdélebbi, külső városrésze, az 58-as főúttól nyugatra; 1954-ig önálló község volt. Már a pécsi templom (székesegyház?) építésénél említették, 1200 körül. A málomi határ mentén, a mai Malom-völgyben, ahol 2001–2014 között a Rockmaraton zenei fesztivált rendezték, az 1860-as években még nyolc malom működött.

## Története
Pécshez csatolása után az egykori község külterületén a falutól keletre a Rózsadombon és nyugatra a Malomvölgyi úton lakótelepeket húztak fel, melyek szintén Málom városrész részét képezik.
Határai: északon Megyer (Lahti utca, Eszék utca, Felső utca, Szaturnusz utca, Tildy Zoltán utca, Sztárai Mihály út), keleten Postavölgy, illetve a II. János Pál út (az 58-as főút dél-pécsi szakasza), délen és nyugaton a városhatár. (Így formálisan Málom részét képezi a Kertváros névre keresztelt új autóbusz-állomás is.)

## Nevének eredete
A Málom helynév Árpád-kori névváltozatai: Malu(n), Malim, Malom, Malun azt dokumentálják, hogy a mai Málom helységnevünk a szláv eredetű mlim 'malom' szóval hozható kapcsolatba.

## Nevezetessége
A városrész nevezetessége Árpád-kori temploma és a Malomvölgyi-tó.

## Tömegközlekedés
- 7: Főpályaudvar – Malomvölgyi út
- 7Y: Főpályaudvar → Málom – Malomvölgyi út
- 8: Fagyöngy utca – Árkád – Főpályaudvar
- 22: Kertváros/Fagyöngy utca – Árkád – Nagydeindol
- 23: Kertváros/Fagyöngy utca – Árkád – Deindol
- 23Y: Kertváros – Árkád – Deindol – Nagydeindol
- 24: Kertváros/Fagyöngy utca – Árkád – Mecsekszentkút
- 33: Fagyöngy utca → Főpályaudvar → Tettye, Havi-hegyi út
- 51: Fagyöngy utca – Déli Ipari Park
- 61: Kertváros – Malomvölgyi út
- 62: Kertváros – Fagyöngy utca
- 73: Főpályaudvar – Kertváros → Fagyöngy utca – Malomvölgyi út
- 73Y: Főpályaudvar → Kertváros → Fagyöngy utca → Málom → Malomvölgyi út
- 107E: Malomvölgyi út – Egyetemváros – Uránváros
- 142: Nagyárpád – Fagyöngy utca